# Салангана австралійська
Саланга́на австралійська (Aerodramus terraereginae) — вид серпокрильцеподібних птахів родини серпокрильцевих (Apodidae). Ендемік Австралії. Раніше вважалися конспецифічними зі світлогузими саланганами.

## Опис
Довжина птаха становить 11-12 см, довжина крила становить 107-118,2 мм, вага 10,5-12,5 г. Верхня частина тіла темно0сірувато-коричнева, нижня частина тіла рівномірно сірувата. Пера на лобі і обличчі бліді. Надхвістя блідо-сірувате, іноді більш темне. Хвіст дещо роздвоєний. Представники підвиду A. t. chillagoensis є меншими і блідішими, ніж представники номінативного підвиду, їх середня вага становить 9,39 г.
В польоті птахи видають пронизливі голосові сигнали. Також вони використовують низькі металеві клацаючі звуки для ехолокації в печерах.

## Підвиди
Виділяють два підвиди:
- A. t. terraereginae (Ramsay, EP, 1875) — північно-східне узбережжя Квінсленда (від річки Клоді на півострові Кейп-Йорк до хребта Юнґелла поблизу Маккая). прибережні острівці Данк[en], Хінчінбрук[en] і Острови Сім'ї[en];
- A. t. chillagoensis Pecotich, 1982 — внутрішні райони на сході Квінсленда (на захід від Великого Вододільного хребта, в районі Чіллаго[en].

## Поширення і екологія
Світлогузі салангани мешкають на північному сході Австралії, в саванах і тропічних лісах, серед скель, переважно на висоті до 500 м над рівнем моря, місцями на висоті до 1000 м над рівнем моря. Живляться комахами і павуками, яких ловлять в польоті. Пташи шукають їжу в радіусі 30 км від свої колонії під час своїх вильотів на полювання, які зазвичай тривають близько 30 хвилин.
Сезон розмноження у світлогузих саланган триває з липня по березень. Ці птахи гніздяться в печерах, іноді серед скель. Вони формують гніздові колонії, які можуть нараховувати до кількох сотень птахів. Гнізда світлогузих саланган звисають зі стель або стін печер на висоті від 2 до 20 м над землею. Вони мають форму напівчаші, робляться з напівстверділої слини, змішаної з травою, гілками казуарин, гілочками і пір'ям. В кладці одне яйце. Інкубаційний період триває 26-27 днів, насиджують і самиці, і самці. Пташенята покидають гніздо через 46-51 день після вилуплення. За сезон може вилупитися два виводки.